# مارلون تريجو
مارلون تريجو (بالإسبانية: Marlon Trejo)‏ (31 ديسمبر 1988 بأوسولوتان في السلفادور - ) هو لاعب كرة قدم سلفادوري في مركز الوسط. شارك مع منتخب السلفادور لكرة القدم. أما مع النوادي، فقد لعب مع نادي لويس أنخيل فيربو ونادي أكويلا.

## وصلات خارجية
- مارلون تريجو على موقع قاعدة بيانات كرة القدم.إي يو (الإنجليزية)